# Lucan Manor
Lucan Manor er en georgiansk palæbygning, der ligger i Lucan, County Dublin. Som herregård er den særligt kendt for Sarsfield-familien, der ejede den i 1500- og 1600-tallet. En borg eller herregård har ligget på stedet siden 1100-tallet.
Bygningen fungerer i dag som bolig for Italiens ambassadør i Irland. Den italienske regering har lejet bygningen siden 1942, men købte den i 1954. I 2023 blev bygningen købt af South Dublin County Council for omkring €15 mio..